# 山德罗·维莱塔
山德罗·维莱塔（義大利語：Sandro Viletta，1986年1月23日—），瑞士男子高山滑雪运动员。他曾代表瑞士参加2010年和2014年冬季奥林匹克运动会高山滑雪比赛，其中2014年奥运会获得一枚金牌。